# ترودی استایلر
ترودی استایلر (به انگلیسی: Trudie Styler) (زاده ۶ ژانویه ۱۹۵۴) بازیگر و تهیه‌کننده انگلیسی است.
از فیلم‌های معروف او می‌توان به بازی در فیلم سه روز آینده اشاره کرد.